# Squalidus
A Squalidus  a csontos halak (Osteichthyes) főosztályának sugarasúszójú halak (Actinopterygii)  osztályába, a pontyalakúak (Cypriniformes) rendjébe, a pontyfélék (Cyprinidae) családjába, és a Gobioninae alcsaládjába tartozó nem.

## Rendszerezés
A nemhez az alábbi 11 faj tartozik.
- Squalidus argentatus
- Squalidus atromaculatus
- Squalidus chankaensis
- Squalidus gracilis
- Squalidus iijimae
- Squalidus intermedius
- Squalidus japonicus
- Squalidus minor
- Squalidus multimaculatus
- Squalidus nitens
- Squalidus wolterstorffi